# Штефани, Франц
Франц Штефани (нем. Franz Stephani, 14 апреля 1842 — 23 февраля 1927) — немецкий ботаник и предприниматель.      

## Биография
Франц Штефани родился в Берлине 14 апреля 1842 года. Он был сыном зажиточного торговца. 
Штефани учился в Königliches Gymnasium, которую он закончил в 1859 году в возрасте 17 лет. В 1863—1866 годах Франц Штефани был в Лондоне, Скандинавии, Роттердаме и Нью-Йорке, где он получил профессиональную подготовку как предприниматель. 
В 1880 году он переехал в Лейпциг, где был директором оптового магазина игрушек в течение четырёх лет, затем поступил в издательство Юлиуса Клинкхардта, чтобы стать вице-президентом этой компании вплоть до своей отставки в 1907 году. 
То, как Штефани заинтересовался печёночниками, остаётся неизвестным; он никогда не посещал университет и не получал формальное обучение в области ботаники или бриологии. 
Франц Штефани умер 23 февраля 1927 года.  

## Научная деятельность
Франц Штефани специализировался на Мохообразных.

## Названы в честь Ф. Штефани
- Stephaniella Jack, 1894
- Stephanina Kuntze, 1891

## Избранные публикации
- Stephani, F. (1898—1924). Species Hepaticarum, vols. I–VI. Geneva.